# どんなに打ちのめされても
『どんなに打ちのめされても』（どんなにうちのめされても）は、橘いずみ2枚目のオリジナル・アルバム。1993年4月1日にSony Recordsから発売。規格品番はSRCL 2583。

## 解説
先行シングル『失格』のヒットを経て発表。
橘が全楽曲の作詞・作曲。編曲は星勝。
2013年7月24日にソニー・ミュージックダイレクトからダウンロード配信された。

## 収録曲
| 全作詞・作曲: 橘いずみ、全編曲: 星勝（特記以外）。 |                          |          |            |        |      |
| #                                                  | タイトル                 | 作詞     | 作曲・編曲 | 編曲   | 時間 |
| 1.                                                 | 「打ちのめされて」       | 橘いずみ | 橘いずみ   | 武沢豊 | 4:32 |
| 2.                                                 | 「東京発」               | 橘いずみ | 橘いずみ   |        | 4:53 |
| 3.                                                 | 「失格」                 | 橘いずみ | 橘いずみ   |        | 5:39 |
| 4.                                                 | 「富良野」               | 橘いずみ | 橘いずみ   |        | 4:25 |
| 5.                                                 | 「愛してる」             | 橘いずみ | 橘いずみ   |        | 5:31 |
| 6.                                                 | 「また かけるから」      | 橘いずみ | 橘いずみ   |        | 5:12 |
| 7.                                                 | 「オールファイト」       | 橘いずみ | 橘いずみ   |        | 5:02 |
| 8.                                                 | 「ごみ」                 | 橘いずみ | 橘いずみ   |        | 4:24 |
| 9.                                                 | 「ジュエル」             | 橘いずみ | 橘いずみ   |        | 5:28 |
| 10.                                                | 「がんばれ、なまけもの」 | 橘いずみ | 橘いずみ   |        | 4:46 |

## 楽曲解説
1. 打ちのめされて
2. 東京発
3. 失格
3rdシングル。
4. 富良野
5. 愛してる
6. また かけるから
2ndシングル。
7. オールファイト
3rdシングルC/W曲。
8. ごみ
9. ジュエル
10. がんばれ、なまけもの

## ミュージシャン
- 木村万作 - ドラム（#1）
- 小田原豊 - ドラム（#2,4,5,7）
- 矢壁篤信 - ドラム、パーカッション（#3,9）
- 湊雅史 - ドラム（#6,10）
- 武沢豊 - ギター（#ALL）
- 嘉多山信 - ギター（#1,8）
- 長田進 - ギター（#10）
- Mecken（荻原基文） - ベース（#1,8）
- 六川正彦 - ベース（#1,4,5,7,9）
- バカボン鈴木 - ベース（#3）
- 美久月千晴 - ベース（#6,10）
- 中西康晴 - キーボード（#ALL）
- 松浦晃久 - キーボード（except #8）
- 木村誠 - パーカッション（#1-5,7）
- Whacho - パーカッション（#8）
- 本田雅人 - サックス（#2,5）
- 金子飛鳥グループ - ストリングス（#3,8,9）
- 町支寛二 - コーラス、コーラスアレンジ（#6,7,10）
- 浦田恵司 - マニピュレーション（#1,3,9）
- 美島豊明 - マニピュレーション（#2,5,9）
- 追田到 - マニピュレーション（#4,5,7）
- 小泉洋 - マニピュレーション（#6,10）
- 橘いずみ - ハープ（#3）